# Lou Angotti
Louis Frederick Angotti (Toronto, 16 gennaio 1938 – Pompano Beach, 15 settembre 2021) è stato un allenatore di hockey su ghiaccio e hockeista su ghiaccio canadese che nel corso della carriera ha militato e allenato nella National Hockey League.

## Carriera

### Giocatore
Angotti iniziò a giocare a hockey nella Ontario Hockey Association vestendo per tre stagioni la maglia dei Toronto St. Michael's Majors, tuttavia nel 1985 decise di proseguire gli studi e di trasferirsi negli Stati Uniti per andare a giocare presso Michigan Tech. Con la maglia degli Huskies vinse un titolo nazionale NCAA e numerosi riconoscimenti individuali inclusi due premi come MVP del torneo finale.
I suoi diritti erano detenuti dai Toronto Maple Leafs, franchigia con cui firmò il suo primo contratto professionistico, tuttavia non riuscì a esordire subito in National Hockey League e dovette trascorrere due stagioni intere in American Hockey League con i Rochester Americans. Nel 1964 trovò finalmente spazio in prima squadra dopo il passaggio ai New York Rangers, squadra con cui rimase fino al gennaio del 1966.
In seguito firmò per i Chicago Blackhawks disputandovi una stagione e mezza oltre a un brevissimo prestito al farm team in Central Hockey League. Rimasto senza contratto nel 1967 Angotti fu scelto durante l'NHL Expansion Draft dai Philadelphia Flyers, una delle sei nuove franchigie iscritte alla NHL. Nella stagione 1967-68 stabilì il suo primato in carriera con 49 punti in 70 parite di stagione regolare e fu il primo capitano nella storia dei Flyers.
Dopo un solo anno cambiò ancora una volta squadra andando dai rivali della Pennsylvania, i Pittsburgh Penguins, divenendo uno dei primissimi giocatori ad aver militato in entrambe le formazioni. Nel 1969 tornò a Chicago e nelle quattro stagioni successive giunse per due volte alla finale della Stanley Cup, senza però riuscire a vincere il titolo.

### Allenatore
Nel corso della stagione 1973-74 Angotti, che allora giocava per i St. Louis Blues, fu scelto come allenatore ad-interim dopo l'esonero di Jean-Guy Talbot. L'esperienza durò solo 32 partite dopo il mancato rinnovo per la stagione successiva. Fu così che tornò brevemente a giocare con i Chicago Cougars nella WHA.
Dopo alcuni anni Angotti tornò ad allenare, soprattutto in AHL presso le franchigie dei New Brunswick Hawks, gli Erie Blades e i Baltimore Skipjacks. L'ultima sua esperienza fu quella con i Penguins nella stagione 1983-84.

## Palmarès

### Club
- NCAA National Championship: 1

Michigan Tech: 1961-1962

### Individuale
- NCAA Championship All-Tournament Team: 2

1960, 1962
- NCAA Championship Tournament MVP: 2

1960, 1962